# 薩爾斯堡海崖
62°41′10.9″S 60°25′35.6″W / 62.686361°S 60.426556°W

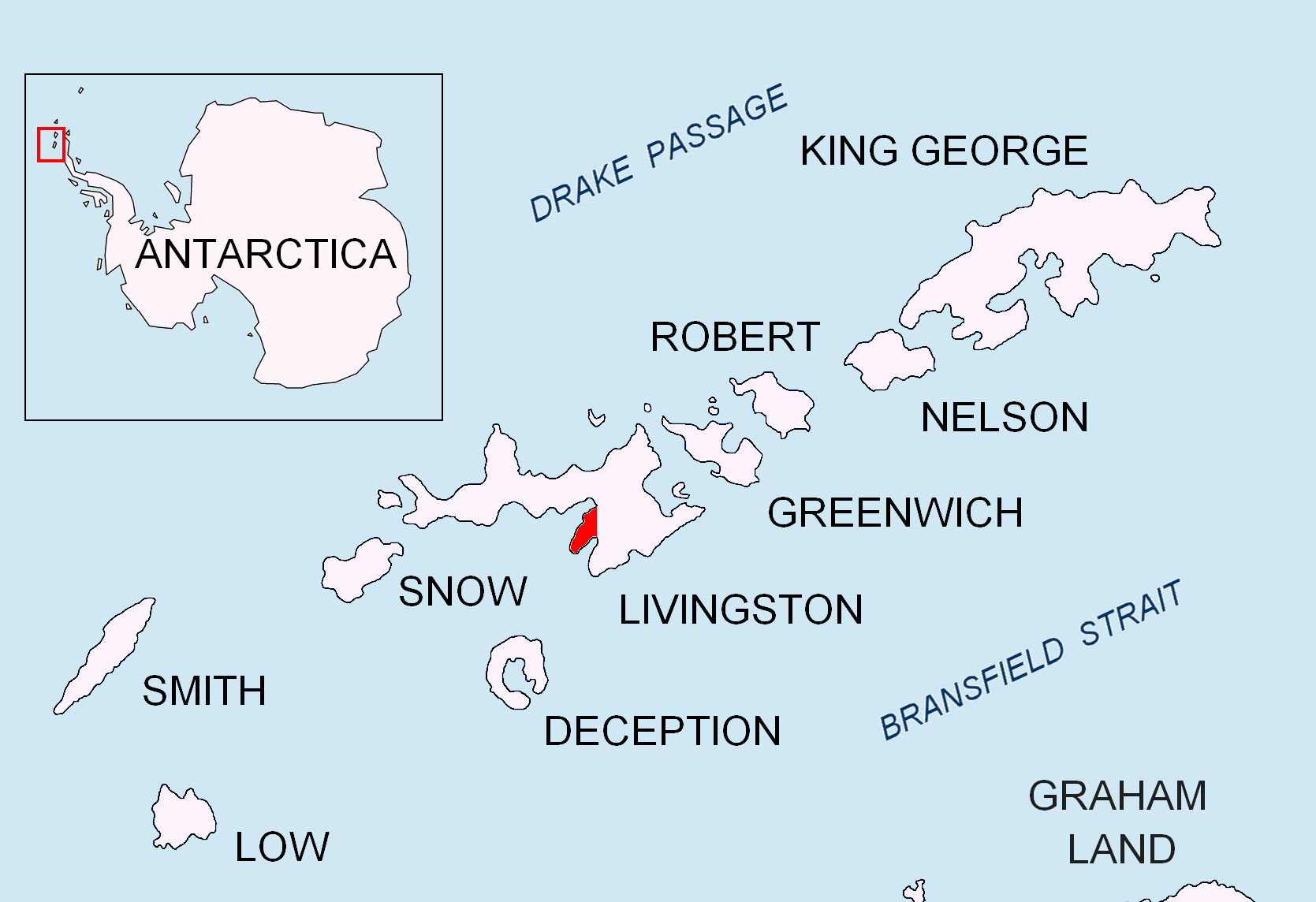

薩爾斯堡海崖是南極洲的海崖，位於南設得蘭群島的利文斯頓島，海拔高度161米，處於亨利海崖西南面1.39公里、米耶斯崖東北面3.82公里和漢娜角東南面10.19公里。

## 外部連結
- SCAR Composite Antarctic Gazetteer（页面存档备份，存于）.